# 西多昌規
西多昌規（にしだ まさき、1970年4月8日-　）は、日本の精神科医、早稲田大学スポーツ科学学術院教授。
石川県羽咋市生まれ。金沢大学附属高等学校卒業。東京医科歯科大学卒業。2005年東京医科歯科大学医学博士。1998年国立精神・神経医療研究センター病院、2005年ハーバード大学医学部精神科研究員、2008年東京医科歯科大学精神行動科学分野助教、2011年自治医科大学精神医学教室講師、2015年スタンフォード大学医学部睡眠・生体リズム研究所客員講師、2017年早稲田大学スポーツ科学学術院准教授。2019年早稲田大学睡眠研究所所長、2022年早稲田大学保健センター副所長。2023年早稲田大学スポーツ科学学術院教授。

## 著書
- 『脳を休める 脳科学と睡眠の新しい常識』ファーストプレス 2008
- 『「器が小さい人」をやめる50の行動 脳科学が教えるベストな感情コントロール法』草思社文庫
- 『「昨日の疲れ」が抜けなくなったら読む本』大和書房 2011
- 『「テンパらない」技術』2012 PHP文庫
- 『「月曜日がゆううつ」になったら読む本』大和書房 2012
- 『今の働き方が「しんどい」と思ったときのがんばらない技術 完全主義を手ばなす35の処方箋』ダイヤモンド社 2012
- 『疲れる相手の話をきちんと聞く49のコツ』実務教育出版 2013
- 『「凹まない」技術』2013 PHP文庫
- 『病んだ部下とのつきあい方 精神科医が教える上司の心得』2013 中公新書ラクレ
- 『「すぐやる!」コツ』2013 ソフトバンク文庫
- 『「疲れない!」技術』2013 ソフトバンク文庫
- 『休む技術 かしこくコスパを上げる大人のオン・オフ術』大和書房 2013
- 『爆睡術』三笠書房 王様文庫 2014
- 『精神科医が教える「集中力」のレッスン 』大和書房 2014
- 『「しがみつかない」人ほどうまくいく』PHPエディターズ・グループ 2014
- 『脳と体の疲れをとる仮眠術 パワーナップの大効果!』2014 青春新書INTELLIGENCE
- 『悪夢障害』2015 幻冬舎新書
- 『自分の「異常性」に気づかない人たち 病識と否認の心理』草思社 2016
- 『休む技術』だいわ文庫 2017
- 『リモート疲れとストレスを癒す「休む技術」』大和書房 2021
- 『休む技術 2』だいわ文庫  2023